# Kylkiäinen
Kylkiäinen är en sjö i Finland. Den ligger i kommunen Kajana i landskapet Kajanaland, i den centrala delen av landet, 500 km norr om huvudstaden Helsingfors. Kylkiäinen ligger 151,9 meter över havet. Den är 0,9 meter djup. Arean är 57,1 hektar och strandlinjen är 3,76 kilometer lång. Sjön  ingår i Uleälvens huvudavrinningsområde.   I omgivningarna runt Kylkiäinen växer i huvudsak blandskog.